# Національний музей Дамаска
Національний музей Дамаска (араб. المتحف الوطني بدمشق) — великий музей у центрі Дамаска, столиці Сирії. Найпопулярнішими експонатами музею є фрески з Синагоги Дура-Европос, що датуються II століттям.

## Розташування
Національний музей Дамаска розташований в західній частині міста, між Університетом Дамаска та мечеттю Текія.

## Історія
Збирання експонатів для музею почалося 1919 року. Теперішнє приміщення було споруджене 1936 року та розширене в 1956 й 1976 роках.

## Зали
Експонати зберігаються в 5 залах.

### Доісторичний період
Останки та скелети кам'яної доби.

### Стародавня Сирія
Тут представлено експонати, знайдені під час археологічних розкопок міст та городищ Давньої Сирії, наприклад, в місті Ебла. Особливу цінність має глиняна табличка з угаритською абеткою — однією з перших у світі . Тут також представлено реконстуркцію гіпогею Ярхай з давнього сирійського міста Пальміра. Той був заможним місцевим купцем, що згодом опинився на службі харакенського царя Мередата, зокрема у 130—140 роках обіймав посаду сатрапа Тільвани (розташовувалася на о.Дільмун)

### Візантія
Цей зал містить римські, грецькі та візантійські експонати. Він включає в себе чимало рідкісних статуй, а також кам'яні та мармурові саркофаги. Тут також розташований ювелірний відділ, і багато інших ексклюзивних експонатів.

### Ісламський період
Фасад ісламського палацу було перенесено та реконструйовано під головний вхід до музею. Деякі елементи палацу, також розташовані в музеї.
У ісламському відділі представлено експонати, виготовлені зі скла і металу, а також монети різних часів. Серед експонатів — давні манускрипти починаючи з часів Імперії Омеядів й закінчуючи часом Оттоманської імперії.
В одному із залів представлено реконструйований традиційний сирійський будинок, який був споруджений за зразком старого будинку XVIII століття.
У музеї є також спеціалізована бібліотека.

## Галерея

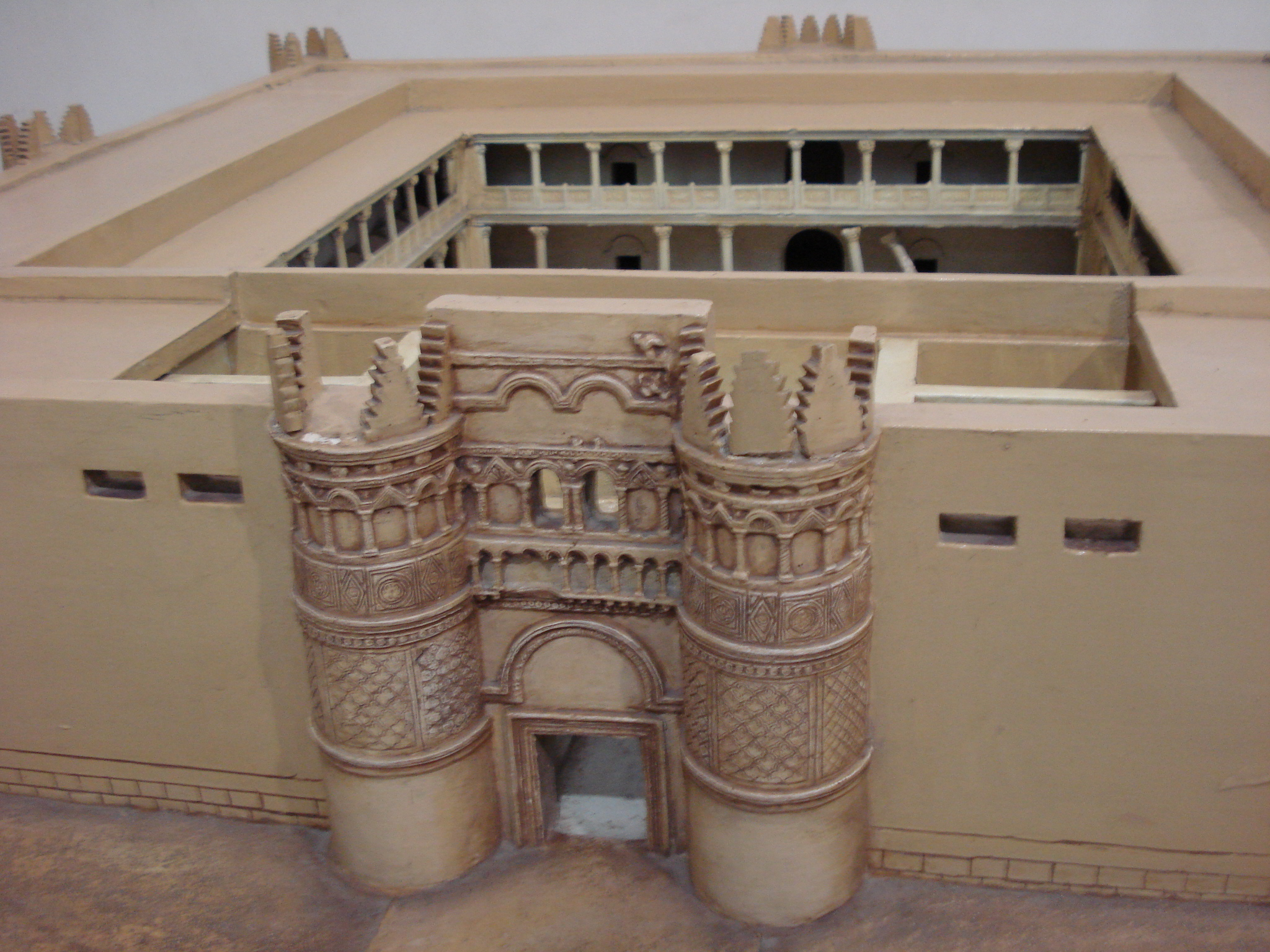
Модель замку Каср аль-Хайр аль-Гарбі
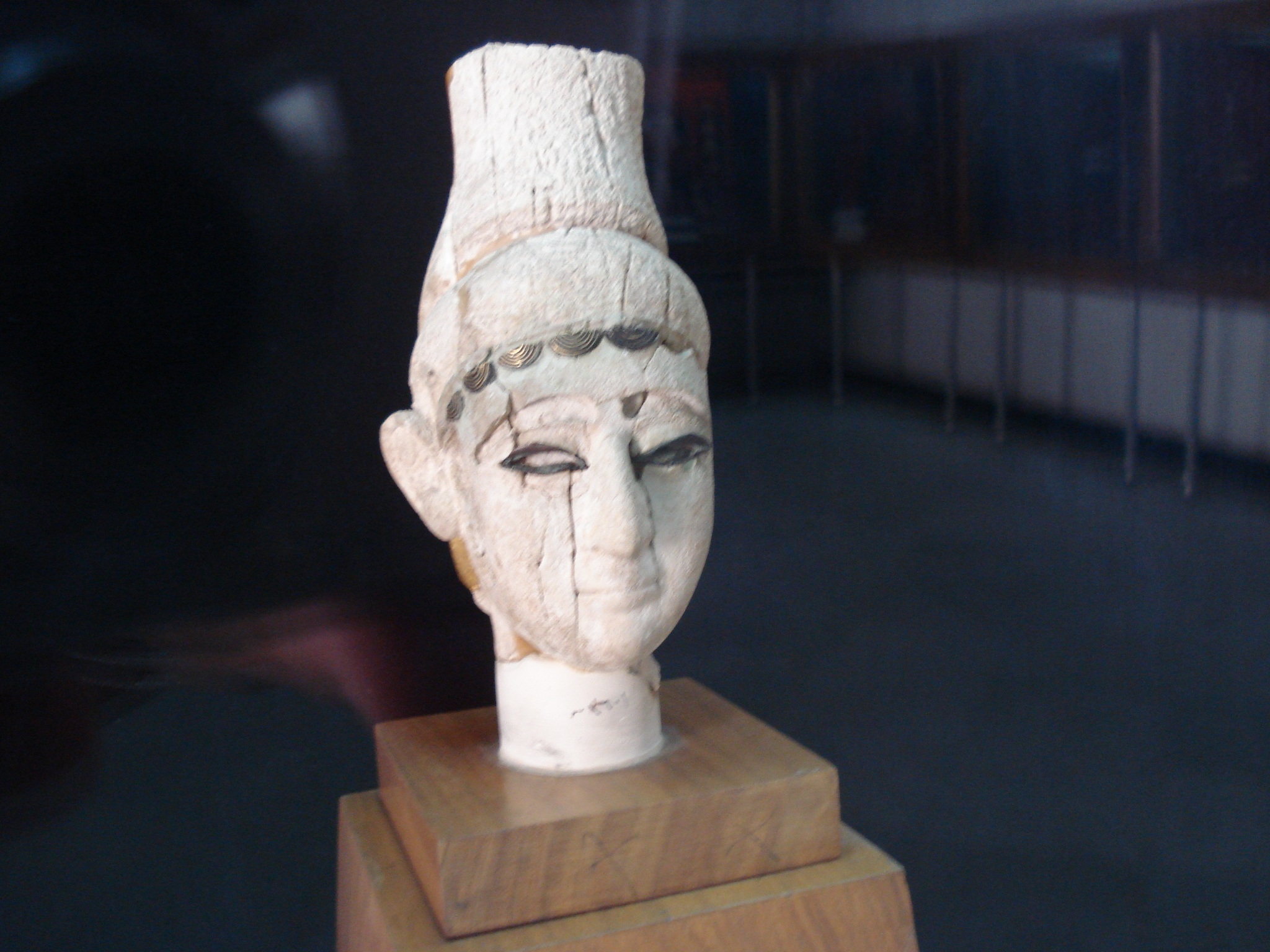
Погруддя угаритського принца, знайдене в Угариті
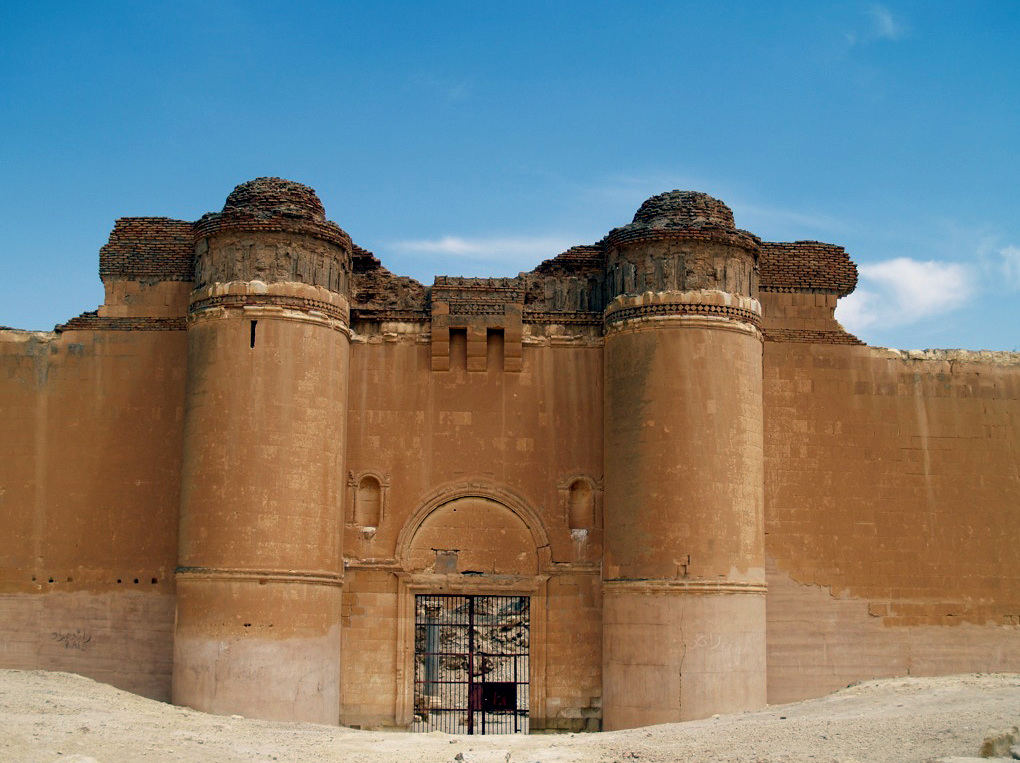
Каср аль-Хір аль-Гарбі
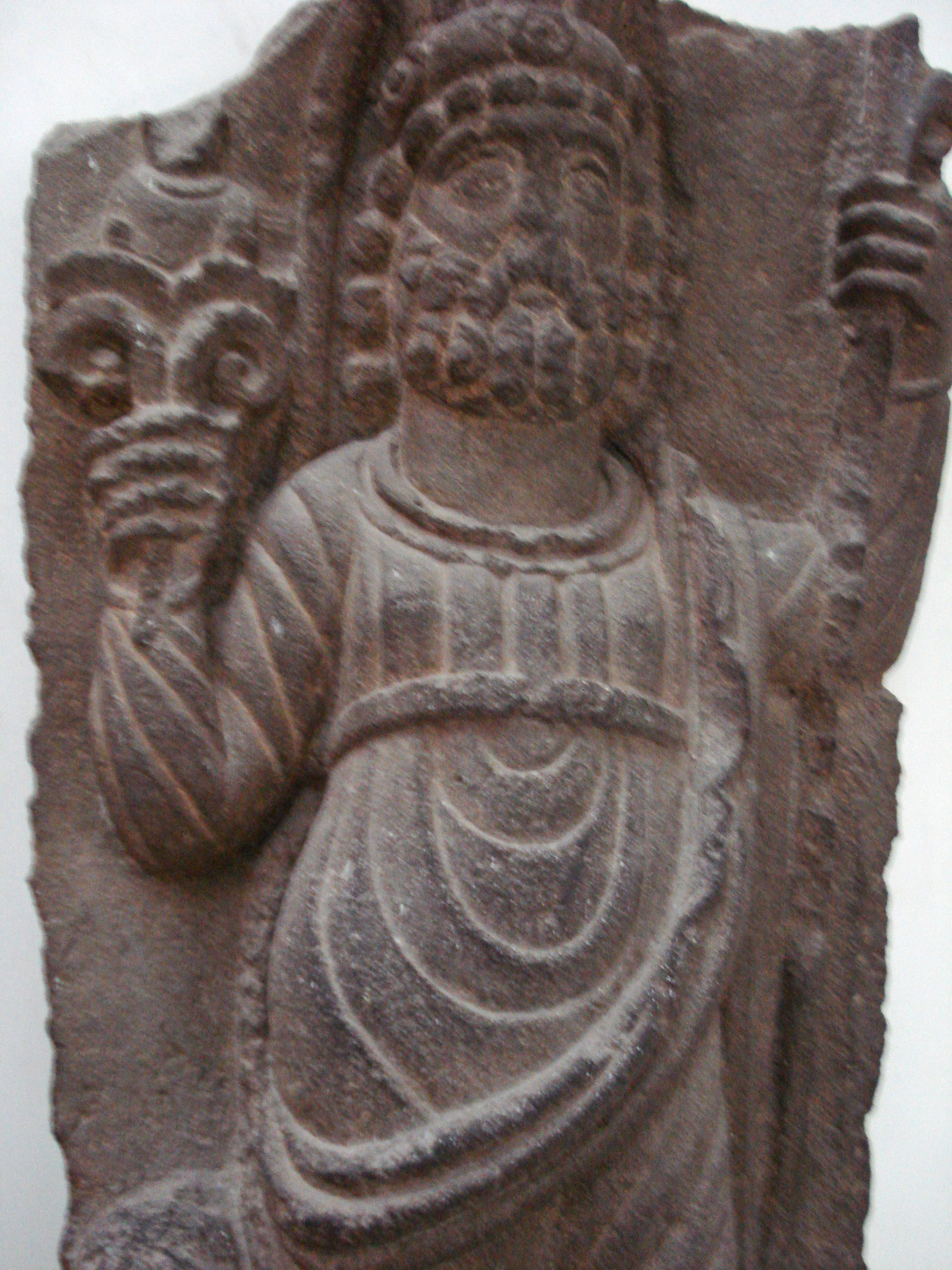
Душара — один з арабських богів
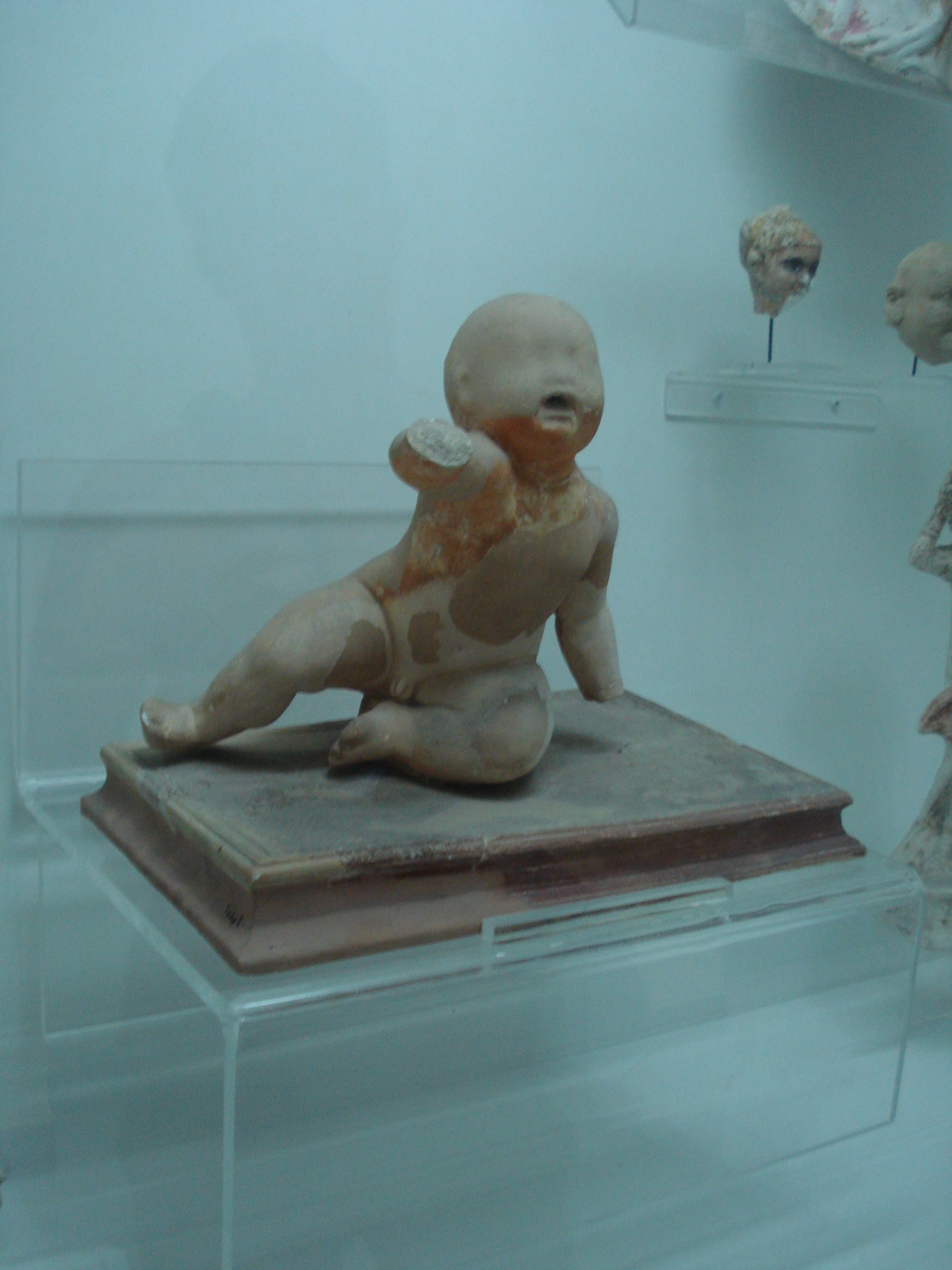
Статуетка у вигляді дитини
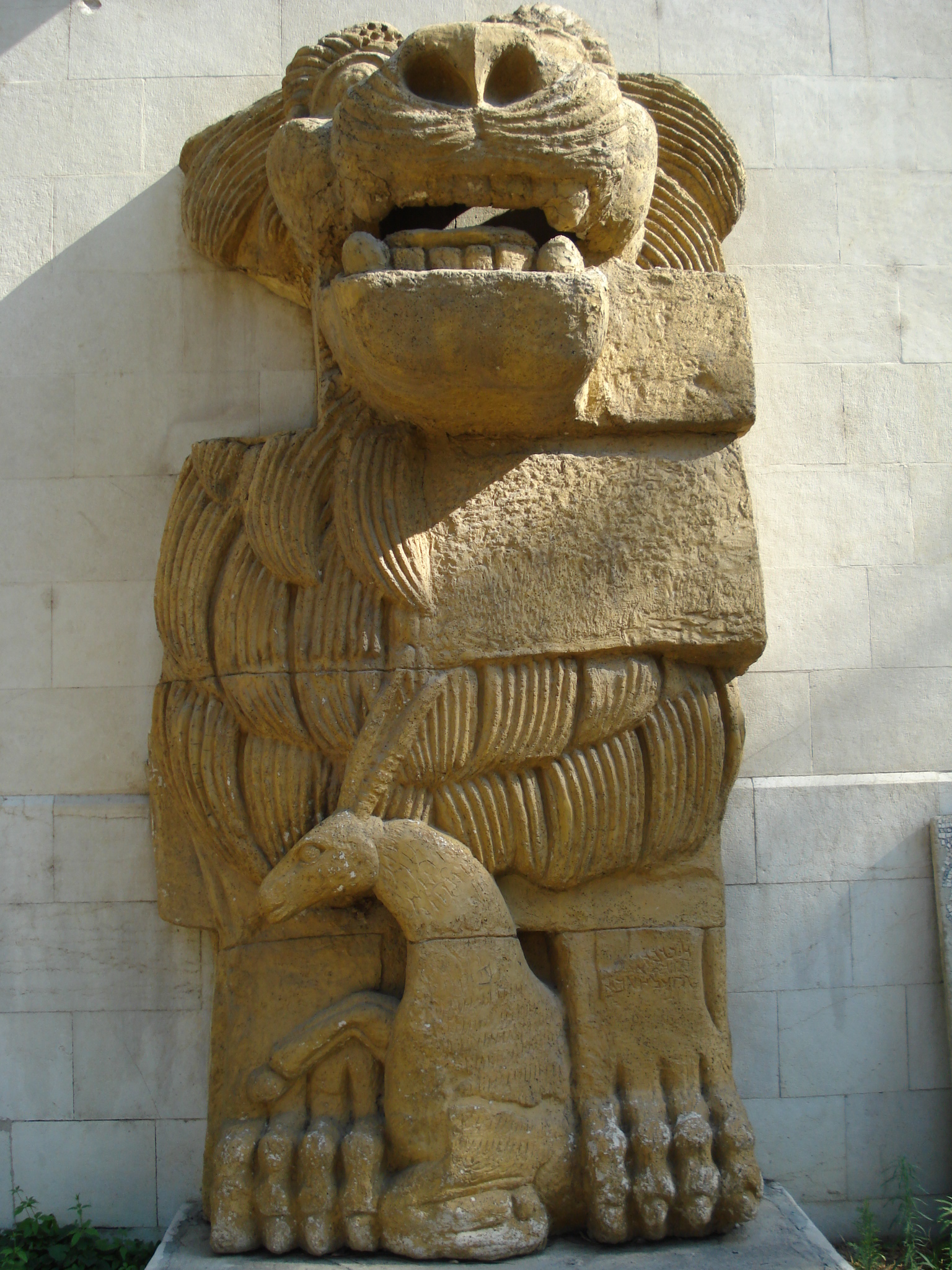
Один з арабських богів
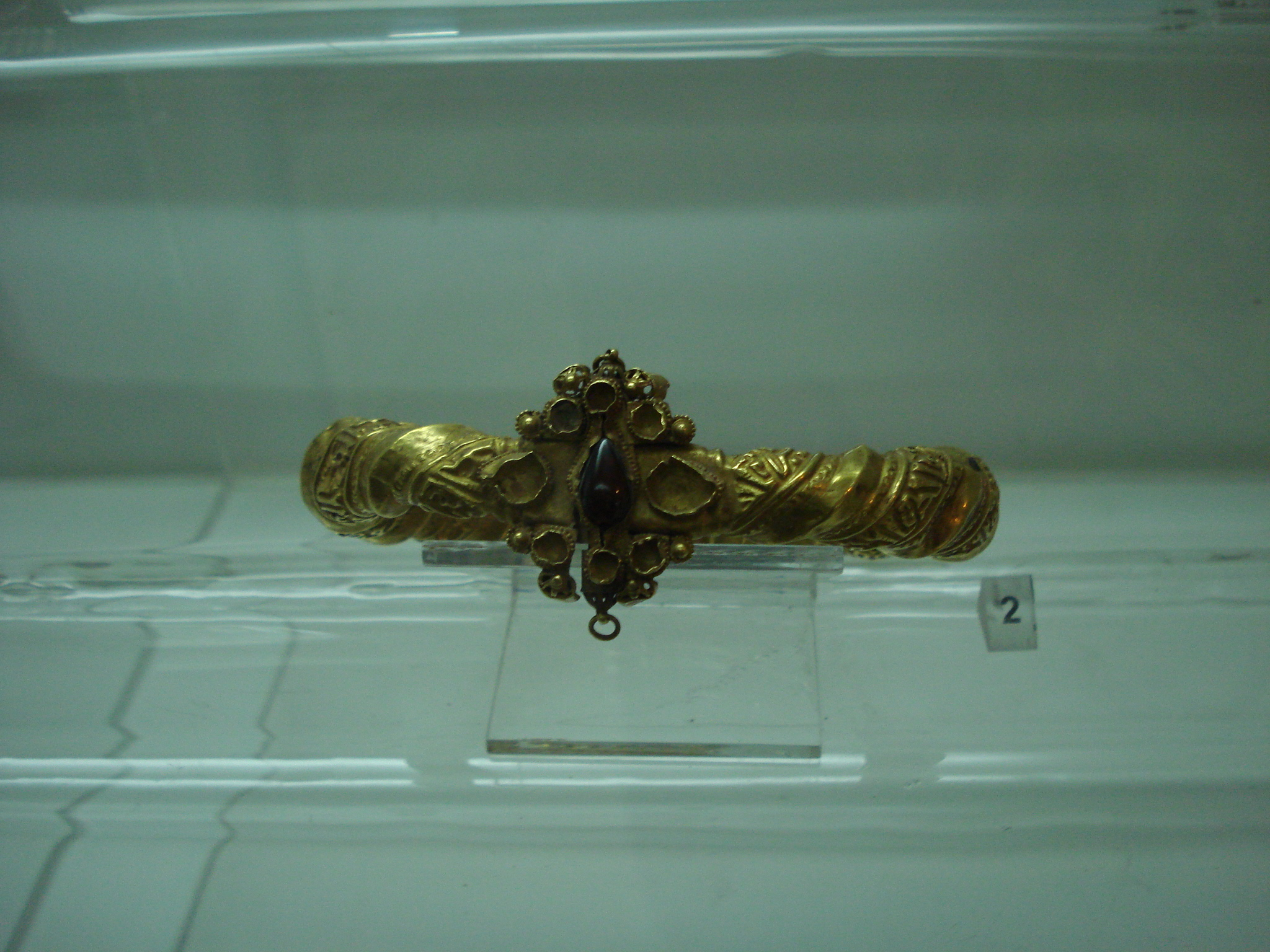
Золотий орнамент знайдений в Сирії, датується XI-XII століттям
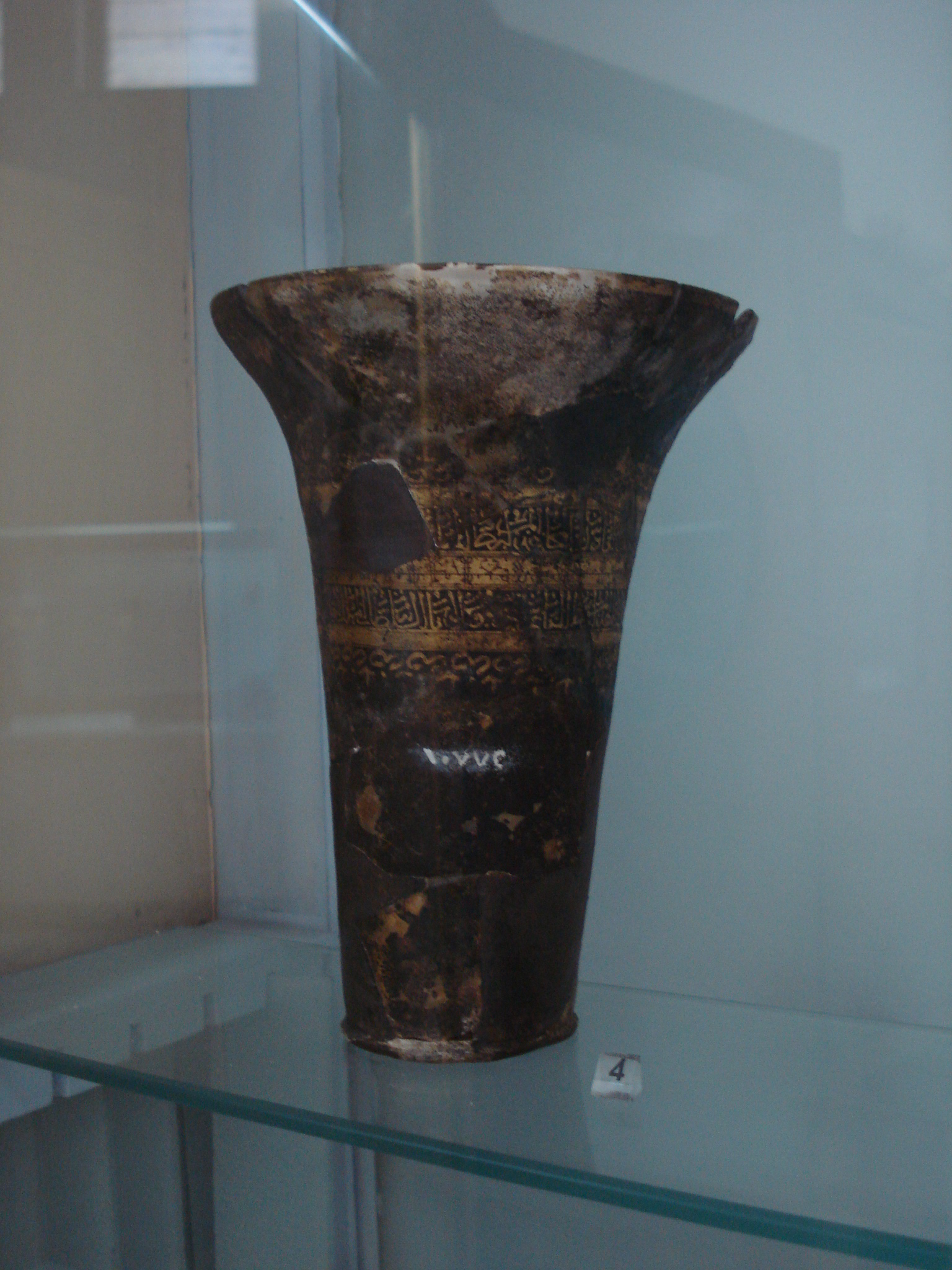
Середньовічний кубок, оздоблений арабськими письменами, був знайдений в Алеппо
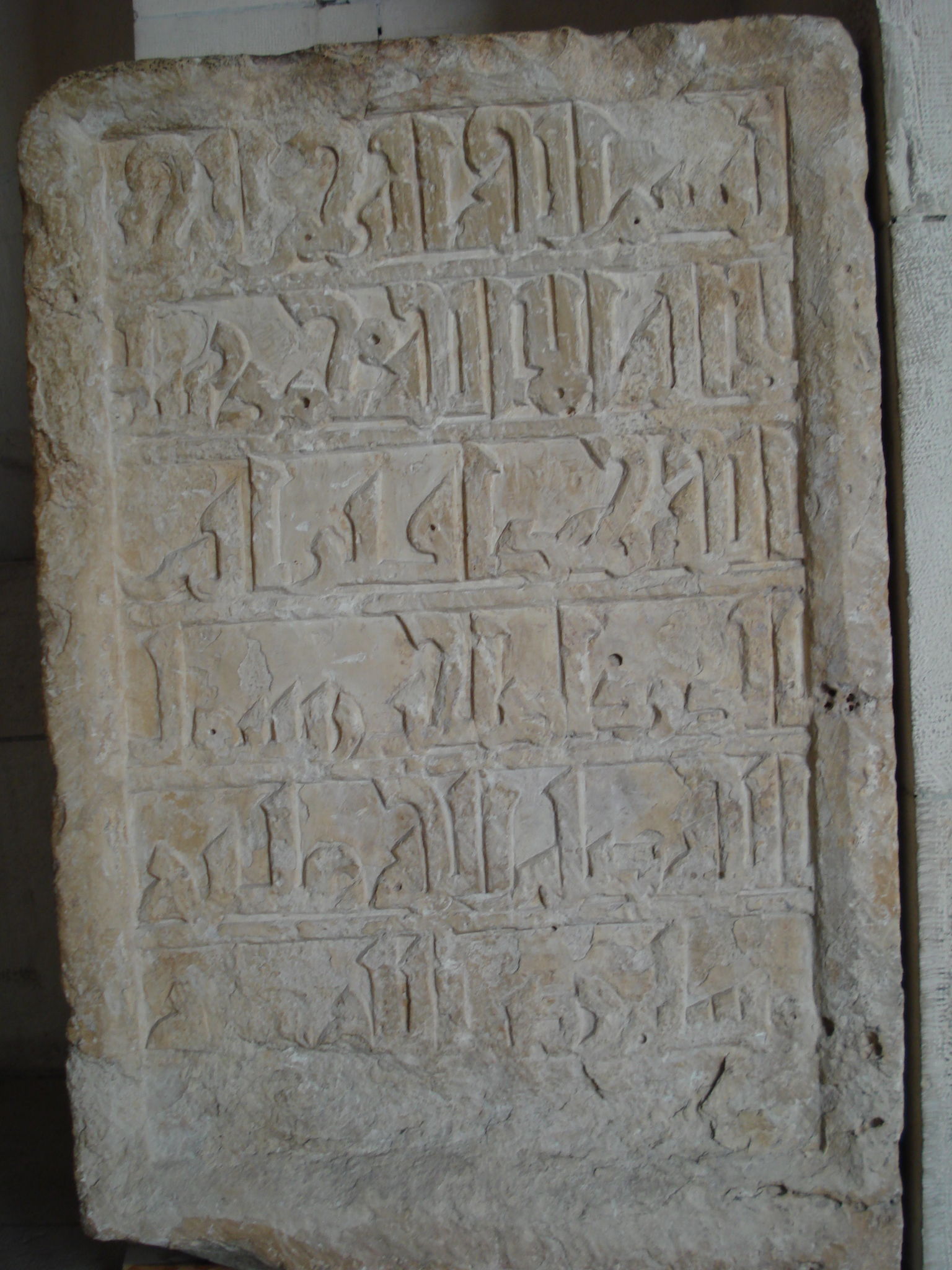
Надгробок Абу Дарби, соратника Мухамеда
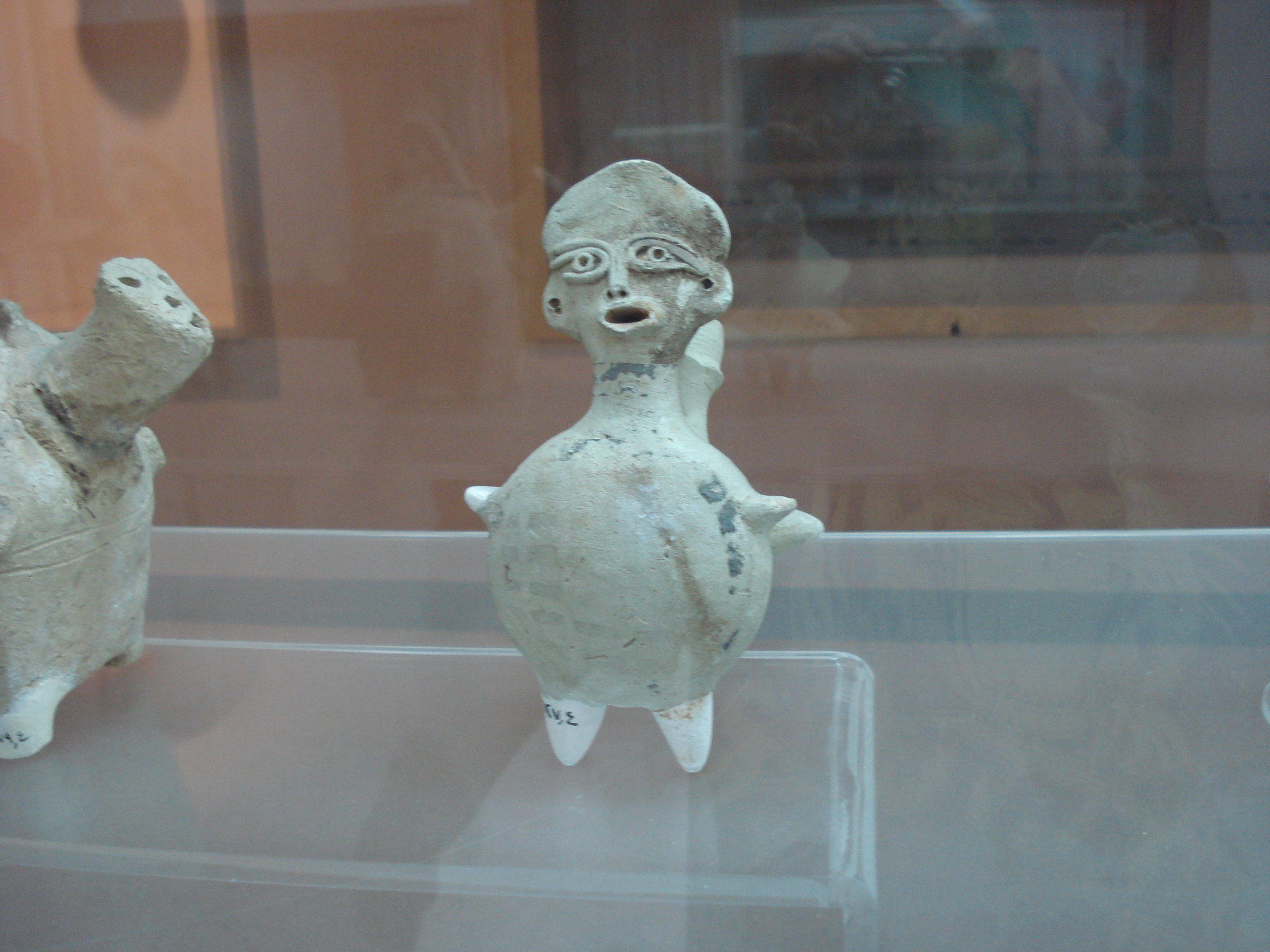
Фляга, знайдена в Сирії, можливо, була зроблена за часів Імперії Аббасидів
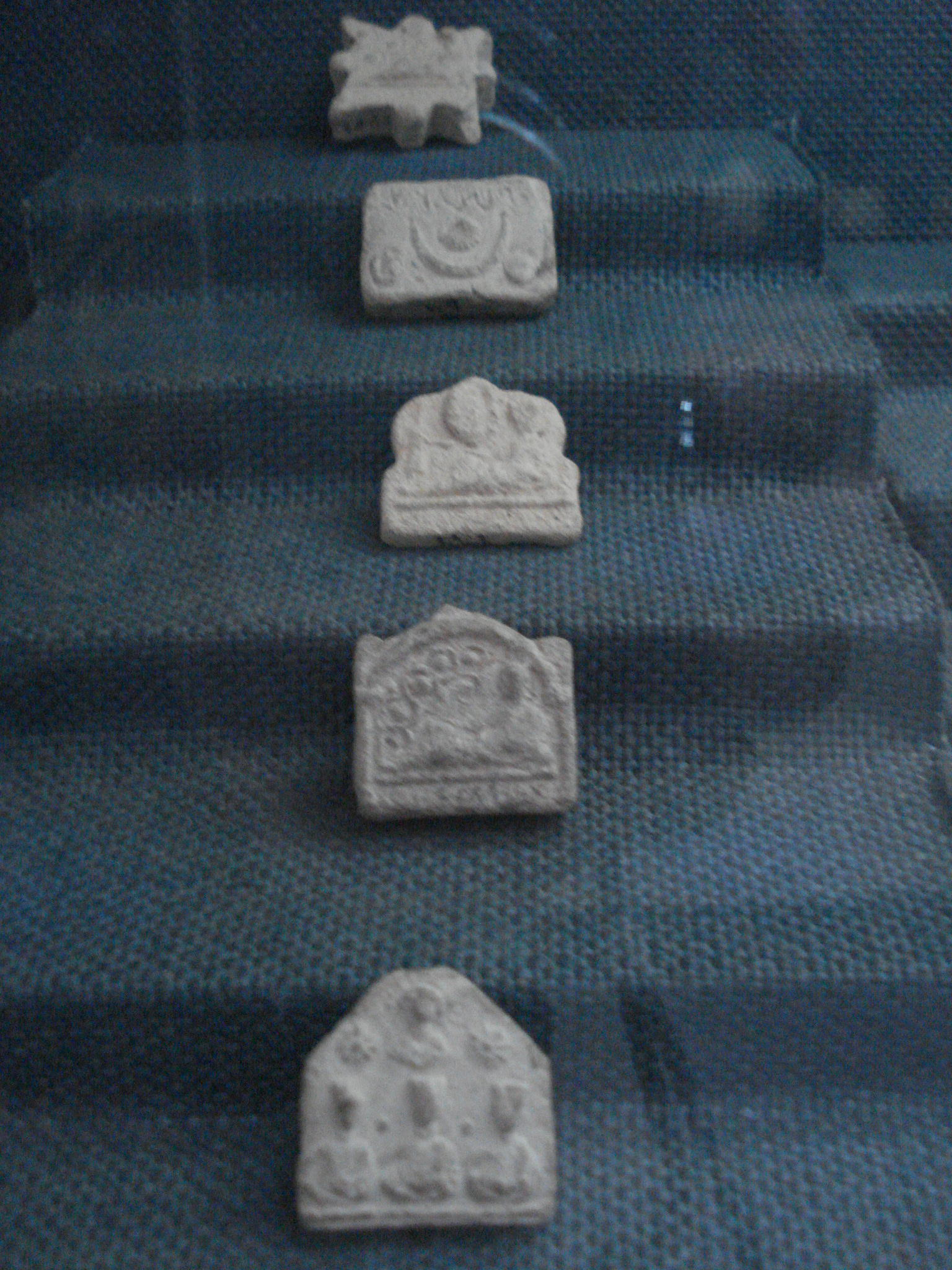
Прикраси з Пальміри
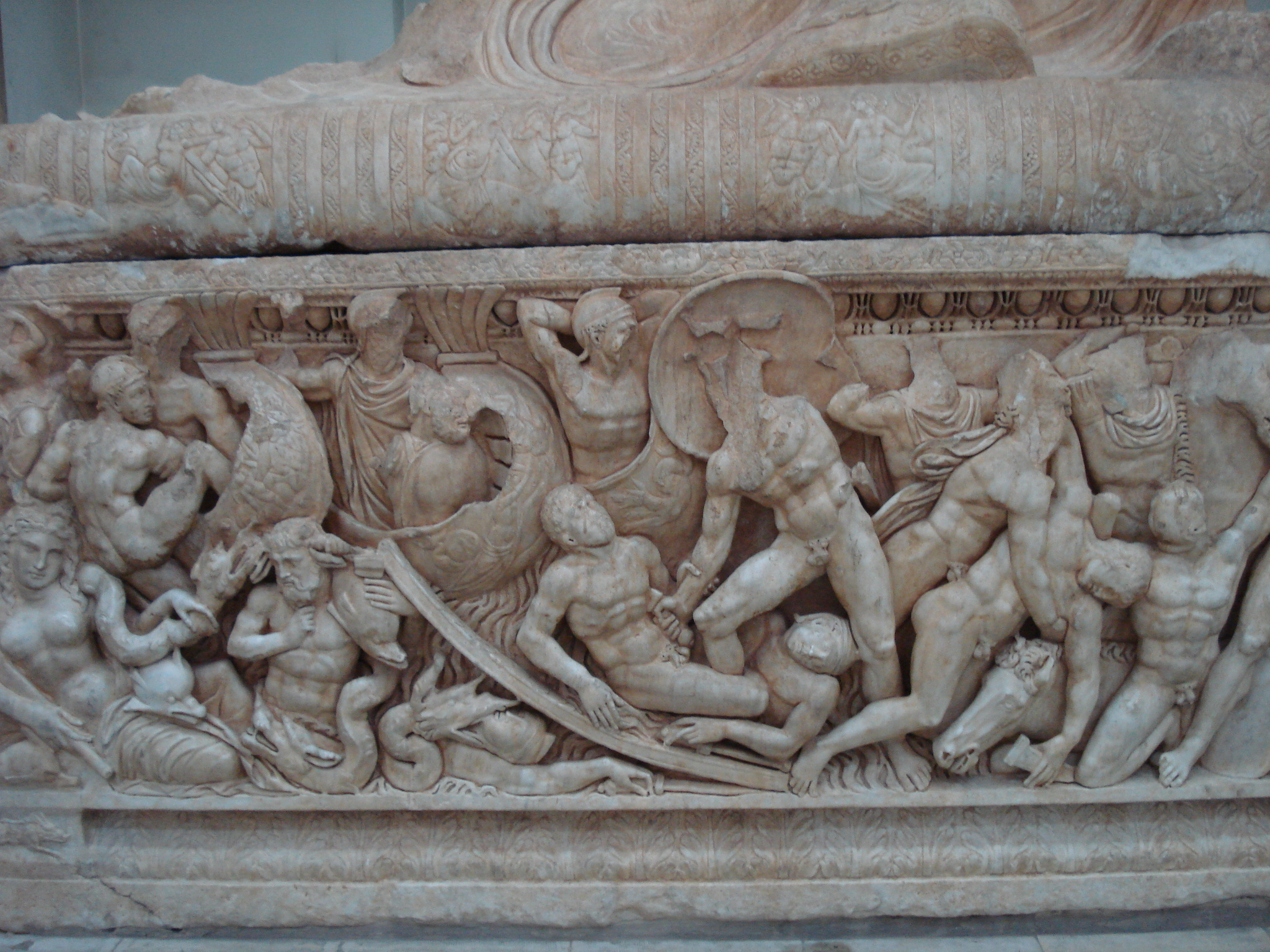
Арабський візерунок (X століття)
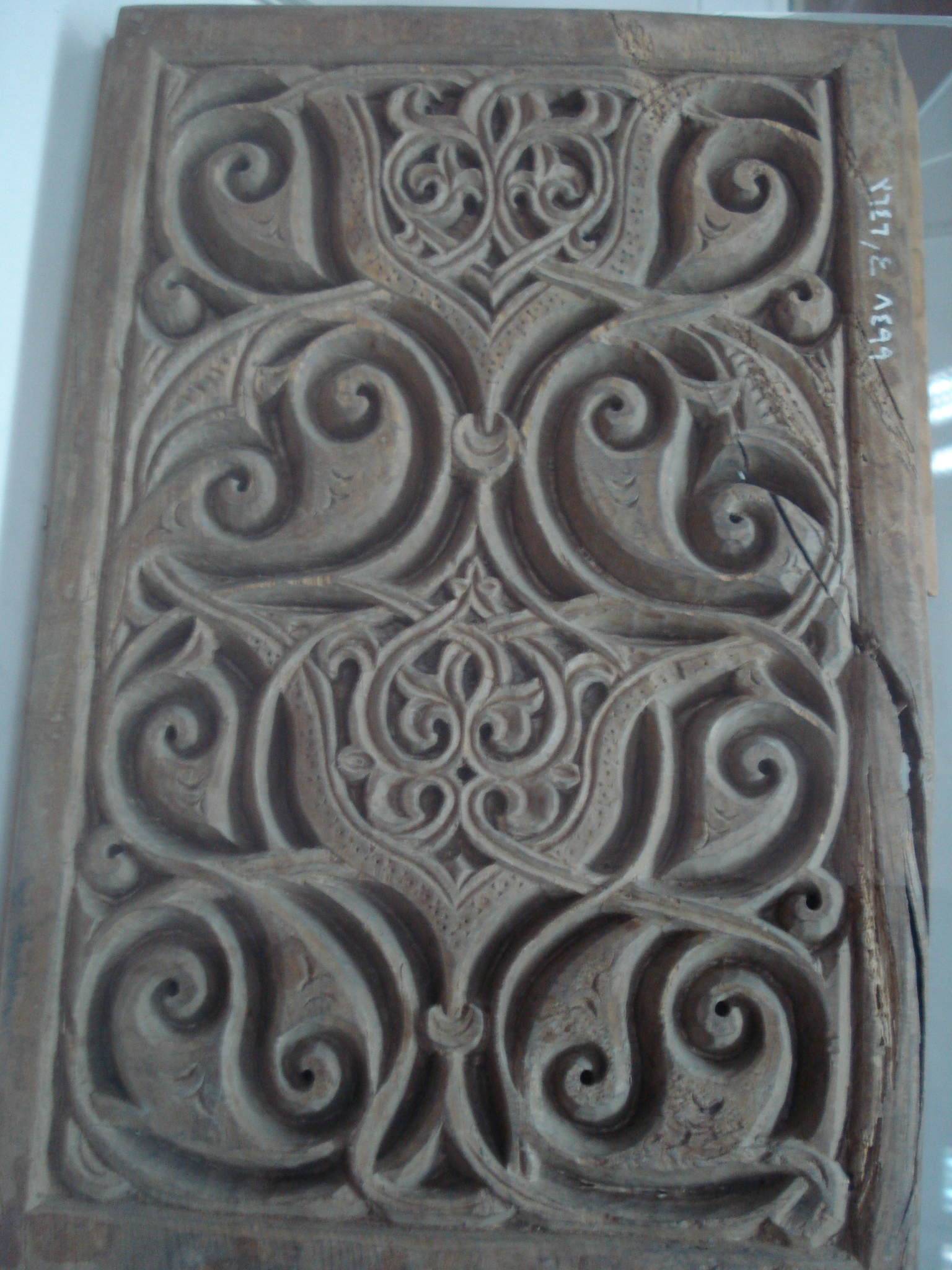
Арабський візерунок (X століття)
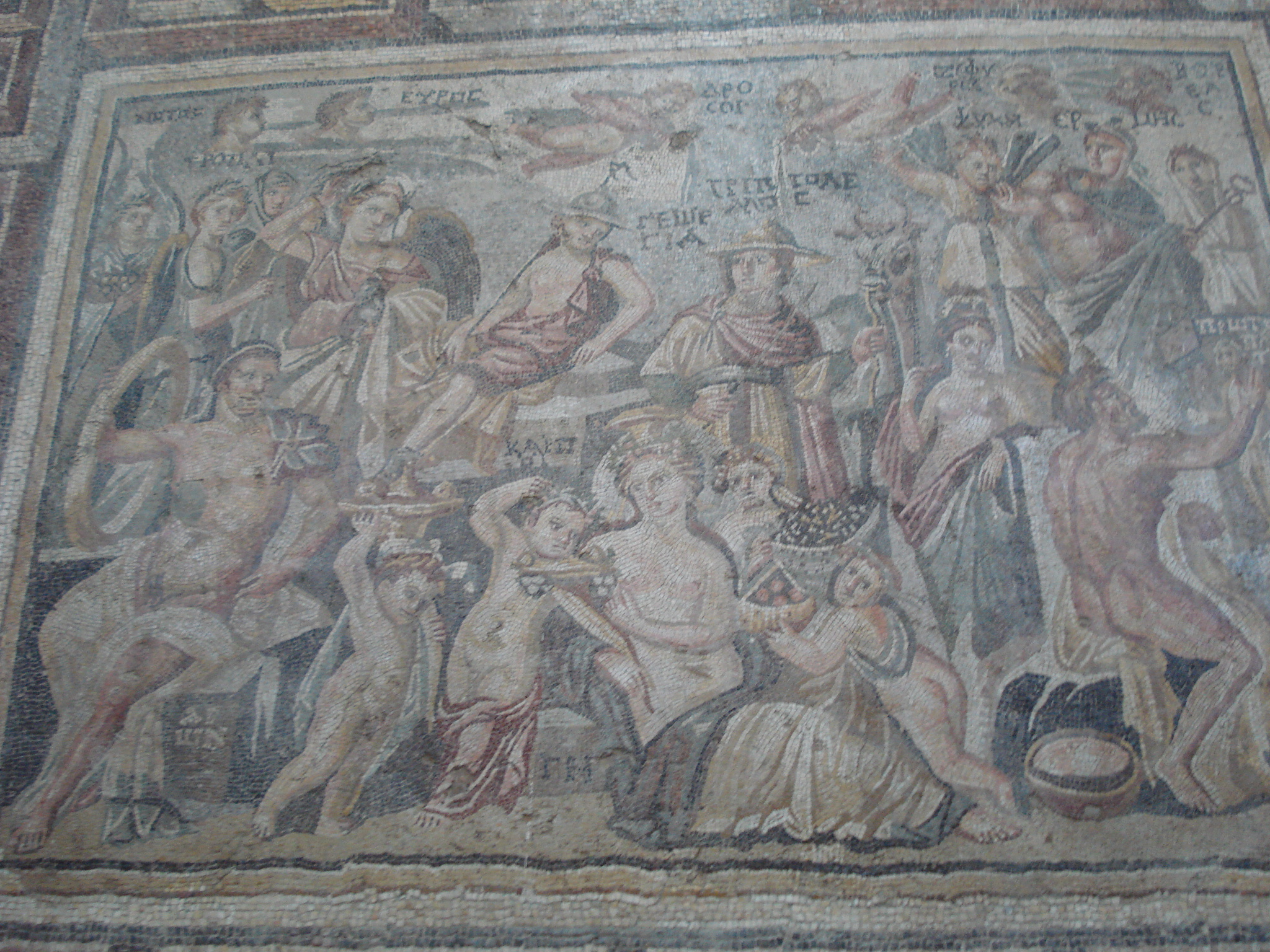
Сирійська мозаїка